# Кулиг, Януш

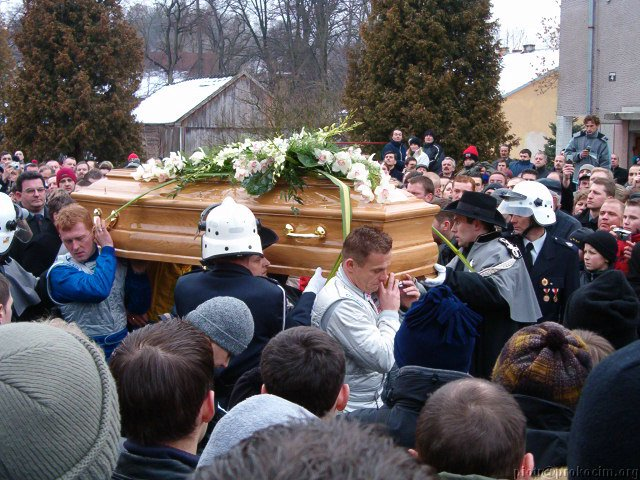
Похороны Януша Кулига в Лапануве, 18 февраля 2004 года

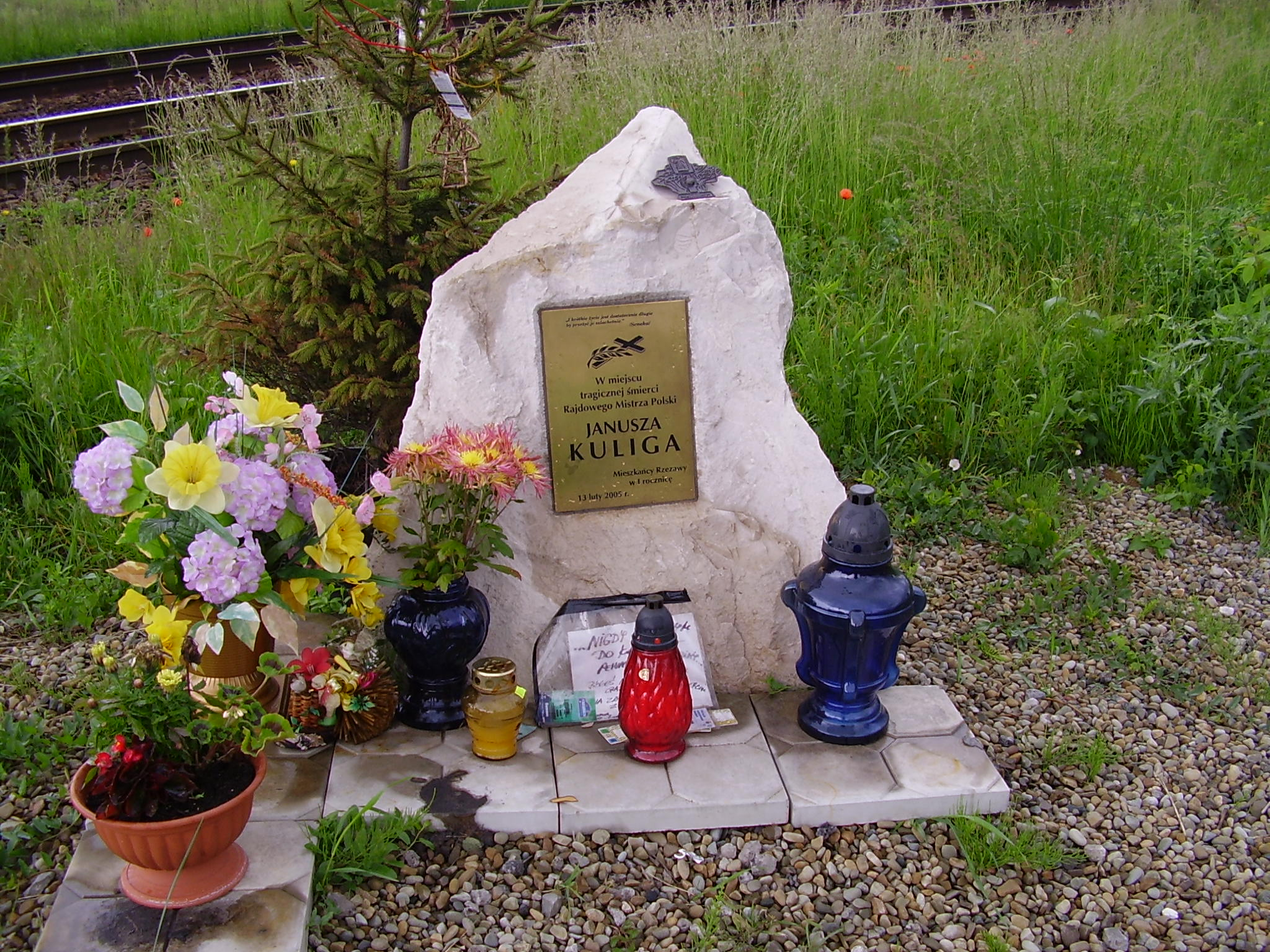
Обелиск в Жезаве памяти Януша Кулига

Януш Кулиг (пол. Janusz Kulig) (19 октября 1969, Лапанув — 13 февраля 2004, Жезава) — польский раллийный автогонщик.

## Биография
Кулиг начал карьеру за рулём польского Fiat 126p. Затем в первые годы своей карьеры принимал участие в ралли на Toyota Corolla, Opel Kadett и Renault Clio. Добился высоких результатов на Renault Megane Maxi. На этой машине он также выиграл свой первый чемпионат Польши по ралли 1997 года.
После двух сезонов с Renault, Кулиг подписал контракт с командой Marlboro Mobil, сменив автомобиль на Ford Escort WRC, а в последующие сезоны на Ford Focus WRC. Эти годы были наиболее успешными для Кулига. Он выиграл ещё два титула в польских чемпионатах, и стал хорошо известен в европейском и мировом ралли. Кулиг провёл сезоны 2002 и 2003 года, участвуя в чемпионате Европы по ралли (второе место в 2002 году) и время от времени стартуя на этапах чемпионата мира по ралли. В 2002 году Януш выиграл Ралли дю Вале.
Его самым большим успехом в WRC стала победа в ралли Швеции в чемпионате мира по ралли в классе Production в 2003 году, но после гонки он был её лишен Международной автомобильной федерацией, из-за незаконных изменений в его Mitsubishi Lancer EVO VII (ширина маховика не соответствовала техническим требованиям).
Перед чемпионатом Польши 2004 года Кулиг подписал новый контракт, согласно которому должен был выступать на Fiat Punto S1600.
Погиб в автокатастрофе. Fiat Stilo Кулига на одном из железнодорожных переездов угодил под поезд. По невыясненной причине шлагбаумы перед переездом не были опущены. У него осталась жена и две дочери.

## Статистика
Серебряный медалист чемпионата Европы (2002), чемпион Польши (1997, 2000, 2001), чемпион Словакии (2001), серебряный медалист чемпионата Польши (1998, 1999).

## Комментарии
1. ↑  Встречается также аббревиатура PCWRC — от Production Car World Rally Championship